# 文都古城
文都古城，位于中国青海省循化县文都乡拉代村，为第五批青海省文物保护单位，公布日期为1988年9月15日，类型为古遗址。
文都古城的历史年代为宋。